# Cremastus piceus
Cremastus piceus är en stekelart som beskrevs av Cresson 1872. Cremastus piceus ingår i släktet Cremastus och familjen brokparasitsteklar. Inga underarter finns listade i Catalogue of Life.